# Horikawaea nitida
Horikawaea nitida är en bladmossart som beskrevs av Noguchi 1937. Horikawaea nitida ingår i släktet Horikawaea och familjen Pterobryaceae. Inga underarter finns listade i Catalogue of Life.